# Agnes Adler
Agnes Charlotte Dagmar Adler, født Hansen (19. februar 1865 i København – 11. oktober 1935 sammesteds) var en dansk pianist.
Agnes Adler blev født ind i en musikerfamilie, hvor faderen Carl Emilius Hansen (1834-1910) var oboist, og fasteren Louise Amalie Hansen (1828-79), gift Hasselriis, var violinist.
Faderen sporede både Agnes og den fem år ældre bror Emil Robert Hansen ind på en musikerkarriere. 
Således spillede hun første gang offentligt ved en koncert i Studenterforeningens festsal sammen med sin far og bror i 1873. Både Agnes og broderen Emil blev omtalt som vidunderbørn, og i de følgende år gav de mange koncerter. Agnes fik privatundervisning af Edmund Neupert, før hun i 1879 blev optaget på Det Kgl. Danske Musikkonservatorium på en friplads. Hun debuterede herfra i 1882 i Mendelssohns klaverkoncert dirigeret af Niels W. Gade i Musikforeningen. 1923 modtog hun Ingenio et arti.
Hun blev gift med grosserer Siegfried Adolph Adler (1838-1910) 31. maj 1892, men året efter fødslen af datteren Sigrid blev parret skilt i 1896.
Agnes Adler er begravet på Gentofte Kirkegård. Der findes fotografier af hende taget af bl.a. Leopold Hartmann og Peter Newland.